# جرجوع
جرجوع (به عربی: جرجوع) یک منطقهٔ مسکونی در لبنان است که در شهرستان نبطیه واقع شده‌است.